# ダンマヤンジーパゴダ
ダンマヤンジーパゴダ（ビルマ語: ဓမ္မရံကြီးဘုရား）は、ミャンマーのマンダレー県バガンにあるパゴダ。1165年にパガン王朝第5代王ナラトゥー（ビルマ語: နရသူမင်း）によって建てられた。バガンで最大のパゴダである。

## 歴史
ナラトゥーは父を殺害し、後に贖罪のためパゴダを建てたと伝えられている。